# Harrison's Flowers
Harrison's Flowers är en fransk film om en kvinnas sökande efter sin man i krigsdrabbade Jugoslavien 1991.

## Handling
Sarah Lloyd (Andie MacDowell) vars man som är pressfotograf försvinner i östra Kroatien under kriget där 1991, i förnekelse att han är död så åker hon till Kroatien för att hitta honom. Genast när hon anländer bevittnar hon krigets hemskheter som våldtäkter, avrättningar och strider.

## Om filmen
Filmen är inspelad i Tjeckien, på Long Island och på Manhattan. Den visades första gången på San Sebastián Film Festival den 23 september 2000. Första visningen i Sverige var den 25 januari 2001 på Göteborgs filmfestival.
Den svenska åldersgränsen är 15 år.

## Rollista
| Andie MacDowell      | – Sarah Lloyd                  |
| Elias Koteas         | – Yeager Pollack               |
| Brendan Gleeson      | – Marc Stevenson               |
| Adrien Brody         | – Kyle Morris                  |
| David Strathairn     | – Harrison Lloyd               |
| Alun Armstrong       | – Samuel Brubeck               |
| Caroline Goodall     | – Johanna Pollack              |
| Diane Baker          | – Mary Francis                 |
| Quinn Shephard       | – Margaux Lloyd                |
| Marie Trintignant    | – Cathy                        |
| Christian Charmetant | – Jeff                         |
| Gerard Butler        | – Chris Kumac, photojournalist |
| Scott Anton          | – Cesar Lloyd                  |
| Christopher Clarke   | – David                        |
| Dragan Antonic       | – Chetnik                      |

## Utmärkelser
- 2000 - Filmfestivalen i San Sebastián - Bästa cinematografi, Nicola Pecorini
- 2000 - Filmfestivalen i San Sebastián - CEC Award för bästa film, Elie Chouraqui
- 2000 - Filmfestivalen i San Sebastián - OCIC Award, Elie Chouraqui